# Bartolomeo II Querini
Bartolomeo Querini (Venezia, 1250 circa – Trento, 3 (o 23) aprile 1307) è stato un vescovo cattolico italiano.

## Biografia

### Origini e primi incarichi
Era figlio di Matteo Querini, proveniente da una delle più cospicue famiglie veneziane, mentre non si conosce il nome della madre.
Anche due suoi zii, Bartolomeo I e Giovanni, intrapresero la carriera ecclesiastica, l'uno come vescovo di Castello, l'altro come arcivescovo di Ferrara.
Studente dell'Università di Padova (fu rettore degli studenti cismontani), nel 1283 divenne decretorum doctor e, nello stesso periodo, fu nominato canonico della cattedrale di Padova.
In questi anni prese parte a un rilevante caso giudiziario e politico che ne dimostra la notorietà raggiunta. Venne infatti scelto da Guglielmo vescovo di Reggio come suo rappresentante nella vertenza che opponeva la sua diocesi ai Bonacolsi attorno al controllo del castello e dell'insula di Suzzara. La controparte chiamò invece Bovetino da Mantova, arciprete del duomo di Padova e canonista dell'Università, ma fu sostituito, a causa dei suoi impegni accademici, da Matteo Venier, pievano di San Silvestro. La Curia romana nominò poi quale arbitro terzo il primicerio di San Marco Simeone Moro.

### Vescovo di Castello
Mentre la disputa era ancora in corso, Bartolomeo I Querini morì e il Moro gli succedette sulla cattedra di Castello. A sua volta, Bartolomeo II sostituì il Moro al primiceriato (1291) e poi, con la sua morte, alla diocesi di Castello (1293).
Le prime azioni del suo episcopato furono volte al rafforzamento degli ordini mendicanti e a risolvere la crisi del monachesimo. Il 7 giugno 1294 inaugurò nella parrocchia di Sant'Angelo l'erezione della chiesa di Santo Stefano, da affidare agli eremitani; nella predica tenuta per l'occasione, ammonì i frati perché rispettassero la giurisdizione diocesana e parrocchiale. Poco tempo dopo, autorizzò l'abate di San Nicolò del Lido a stipulare due sostanziosi mutui per sanare i debiti del monastero.
Ebbe un legame molto stretto con papa Bonifacio VIII (eletto nel 1294), che lo favorì non poco. Nell'agosto 1295 il pontefice inviò da Anagni tre lettere: la prima riguardava la sistemazione di un parente del vescovo, il chierico Pietro Querini (quattordicenne e figlio illegittimo); la seconda, indirizzata al vescovo di Adria, parlava di un oratorio di Papozze che i Querini, con vaste proprietà nella zona, intendevano ricostruire e dotare di un beneficio più ricco, ottenendone inoltre il giuspatronato; con l'ultima, la più importante, il papa concedeva a Bartolomeo maggiori poteri sull'assegnazione dei benefici in tutte le chiese di Venezia. Successivamente il vescovo fu nominato collettore generale, per i patriarcati di Aquileia e Grado, della decima papale da destinare alla guerra angioino-aragonese (triennio 1295-98).
A conferma del prestigio raggiunto, dopo la morte del patriarca gradense Lorenzo da Parma fu scelto - con il vescovo di Caorle Nicolò Natali e l'arciprete della Chiesa di Grado Pietro Rossello - "grande elettore" per la designazione del successore. Fu designato Egidio da Ferrara, che il pontefice confermò il 19 maggio 1296. Nel luglio successivo prese parte al sinodo indetto dal nuovo patriarca.
Nello stesso anno fece concludere la costruzione dell'ospedale di San Bartolomeo, voluto dallo zio Bartolomeo I. Accanto fece erigere una chiesa di giuspatronato che rimase ai Querini fino al 1598, quando fu concessa all'Ordine dei Minimi.
Nel 1298, su mandato del Capitolo dei canonici, nominò arciprete della cattedrale Leonardo de Fabris, già pievano di San Tommaso il quale, solo su concessione del papa, poté conservare i vari benefici di cui già godeva. Impose invece un limite ai chierici di San Nicolò dei Mendicoli beneficiati. Questi casi testimoniano la difficile situazione economica delle parrocchie veneziane.
Altrettanto numerose furono però le criticità da affrontare. Di particolare gravità fu lo scontro tra ordini mendicanti (specialmente i domenicani, capeggiati dal priore Ramberto Primadizzi) e clero secolare (di cui fu sostenitore) attorno ai diritti funerari, cui si aggiunsero gli attriti con il governo civile sulle decime mortuarie.
La prima questione insorse quando morì tale Agnese, moglie di Andrea detto Zeno. Nel testamento la donna venne tumulata, secondo le sue volontà, nella chiesa dei Santi Giovanni e Paolo, annessa al convento dei frati predicatori. Questo in contrasto con una costituzione del Querini che reagì scomunicando i religiosi e imponendo loro l'allontanamento da Venezia. Il Primadizzi, ritenendo che i suoi frati erano sottoposti direttamente alla Sede Apostolica e non agli ordinari diocesani, si rivolse al papa attraverso il nunzio apostolico Matteo d'Acquasparta. La questione si protrasse sino al diretto intervento di Bonifacio VIII, il quale annullò tutti i processi celebrati sino ad allora obbligando entrambe le parti a pagare le spese giudiziarie. Con questa mossa il papa risolveva la vertenza evitando di schierarsi.
Circa le decime, per tradizione i Veneziani erano soliti fare testamento lasciando al vescovo o alle parrocchie un decimo dei propri averi. Nel 1301, tuttavia, il Querini rese questa consuetudine obbligatoria per tutti i morti, spinto forse dalla crisi economica che colpiva le sue pievi. Ne scaturì l'opposizione del Maggior Consiglio, che decise la sospensione del pagamento lasciando ai preti solo le decime che spettavano loro di diritto. Il Querini tentò di opporsi appellandosi inutilmente al pontefice e al vescovo di Treviso in quanto delegato papale; quindi lanciò l'interdetto contro la città, ma il governo riuscì a garantire la vita liturgica rivolgendosi al patriarca di Grado. Rimasti infruttuosi anche i successivi tentativi di mediazione, finalmente nel 1303 il Maggior Consiglio annullò la sua sentenza. La vittoria del Querini, tuttavia, non poté concretizzarsi, infatti l'8 gennaio successivo fu traslato alla diocesi di Novara, lasciando la diocesi castellana all'avversario Ramberto Primadizzi.

### Vescovo di Novara

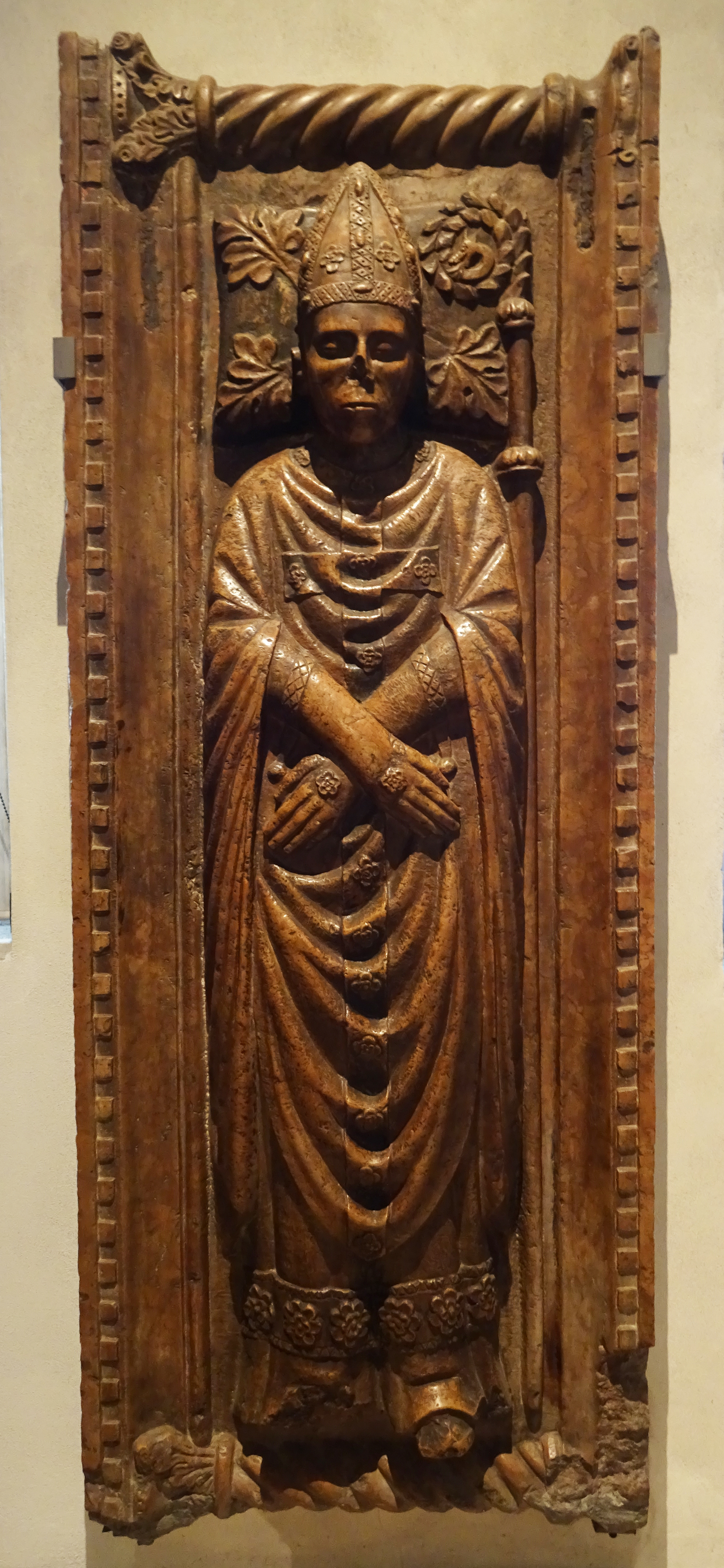
Lastra tombale forse di Bartolomeo II Querini conservata al museo diocesano tridentino

Nella nuova sede fu impegnato nell'amministrazione del consistente patrimonio terriero. Già il 5 giugno 1303 affittava tutti i beni vescovili sparsi nel territorio della pieve di Vespolate. Nell'ottobre seguente, affiancato dal vicario generale Amedeo da Mantova e dall'amministratore del più importante ente assistenziale della città, concesse i diritti capitaneali, le avvocazie e le decime a tre esponenti dei Capitanei di Momo.
Subito dopo si portò in val d'Ossola dove esercitò i suoi diritti di vescovo-conte e sollecitò il Comune di Domodossola a fortificare il borgo per proteggerlo dagli attacchi dei ghibellini e dei Vallesani; lui stesso prese in mano la zappa per dare avvio i lavori.
Fu probabilmente lui a commissionare la Crocifissione affrescata nella cappella di San Siro a Novara.

### Vescovo di Trento
Dopo la morte di Bonifacio VIII e l'elezione di Benedetto XI, di origine trevigiana, il Querini ottenne un passaggio di carriera, venendo designato, il 10 gennaio 1304, vescovo della diocesi di Trento. Si trattava di un territorio di difficile amministrazione, ai confini dell'Italia e minacciato dalle incursioni dei conti del Tirolo. Lo stesso giorno della nomina il papa inviava ad Alberto I d'Asburgo una missiva in cui sottolineava le doti del Querini, chiedendo inoltre di intervenire sui suoi cognati Ottone, Ludovico ed Enrico, conti di Carinzia, perché rendessero i beni della diocesi e aprissero un dialogo con il presule.
Il pontefice morì dopo nemmeno un anno dall'elezione, ma la riconciliazione proseguì. Nel 1305 il Querini invitò nelle proprietà di famiglia a Papozze i duchi di Carinzia e raggiunse un accordo per la restituzione dei beni e degli honores spettanti alla Chiesa di Trento. Probabilmente papa Clemente V approvò l'accordo; di certo, il 7 luglio 1306, autorizzò il vescovo a chiudere la trattativa, concedendo la revoca della scomunica e l'assoluzione nei confronti di Ottone ed Enrico (Ludovico era morto da poco) purché rendessero quanto pattuito.
La questione si concluse positivamente e il 24 dicembre 1306 il Querini prese possesso della cattedra. Il 19 febbraio 1307 confermò ai due duchi di Carinzia i feudi che detenevano in seno alla diocesi, a condizione che giurassero fedeltà al vescovo riconoscendone la supremazia.
Morì improvvisamente il 3 (o il 23) aprile successivo, venendo sepolto nella cattedrale di San Vigilio.